# تک‌لپه‌ای‌ها
تَک‌لَپه‌ای‌ها (نام علمی: Monocotyledons یا monocots) یکی از دو گروه بزرگ گیاهان گلدار است که به‌طور سنتی با این نام شناخته می‌شود که برخلاف دولپه‌ای‌ها،  بذر یا دانه آنها، دارای یک لپه می‌باشد. تک‌لپه‌ای‌ها در راس رتبه‌بندی‌های مختلفی قرار دارد و با نام‌های گوناگونی شناخته می‌شود. این گروه هنوز در طبقه‌بندی زیستی مشخصی قرار نگرفته‌است.
به گفته اتحادیه بین‌المللی حفاظت از محیط زیست، ۵۹٬۳۰۰ گونهٔ زیست‌شناسی مختلف تک‌لپه‌ای شناخته شده‌است. بزرگ‌ترین تیره این گروه (و در کل گیاهان گلدار) براساس تعداد گونه تیره ارکیده (تیره ثعلبیان) با بیش از ۲۰٬۰۰۰ گونه مختلف است. بیشتر تولیدات کشاورزی تک‌لپه‌ای هستند. چمن و تیره چمنیان از لحاظ اقتصادی مهم‌ترین تیره در این گروه می‌باشد که شامل تمام گونه‌های غلات، گندم، ذرت، علف مرتع، نیشکر و خیزران است. از دیگر تیره‌های مهم از نظر اقتصادی در این گروه می‌توان به تیره‌های نخل، موز، زنجبیلیان و پیازیان اشاره نمود.
بسیاری از گل‌های زینتی همچون گل سوسن، نرگس، زنبق، ثعلبیان، اختریان و لاله نیز تک‌لپه‌ای هستند.

ایجاد ساقه و شاخه با قطر زیاد در گیاهان دو لپه ای حاصل فعالیت سرلاد پسین است. 

تفاوت میان دو گونهٔ تک لپه و دو لپه

هر چند اغلب تک لپه‌ای ها گیاهانی علفی هستند، اما نمی‌توان گفت هر نوع گیاه تک لپه علفی هست. نخل، بامبو و موز مثال هایی برای درختان تک لپه هستند.